# El Terrero Amarillo
El Terrero Amarillo är en ort i Mexiko.   Den ligger i kommunen Guazapares och delstaten Chihuahua, i den nordvästra delen av landet, 1 300 km nordväst om huvudstaden Mexico City. El Terrero Amarillo ligger 1 204 meter över havet och antalet invånare är 131.
Terrängen runt El Terrero Amarillo är kuperad åt sydost, men åt nordväst är den bergig. Terrängen runt El Terrero Amarillo sluttar västerut. Runt El Terrero Amarillo är det mycket glesbefolkat, med 2 invånare per kvadratkilometer. Närmaste större samhälle är Hormigueros, 16,3 km väster om El Terrero Amarillo. I omgivningarna runt El Terrero Amarillo växer i huvudsak blandskog.